# Leadec
Leadec (vormals Voith Industrial Services) ist ein Anbieter technischer Dienstleistungen für die Automotive- und Manufacturing-Industrie. Das Unternehmen mit Hauptsitz in Stuttgart beschäftigt rund 22.500 Mitarbeiter weltweit. Leadec bietet seit über 60 Jahren Dienstleistungen für die großen Automobilhersteller, -zulieferer sowie weitere produzierende Unternehmen entlang der gesamten Wertschöpfungskette. Der Dienstleister ist vor Ort in den Anlagen und Werken der Kunden ansässig, aber auch an mehr als 350 eigenen Standorten in insgesamt 16 Ländern tätig. Im Jahr 2023 erwirtschaftete die Leadec-Gruppe zusammen einen Umsatz von mehr als 1,3 Mrd. Euro.

## Globale Präsenz

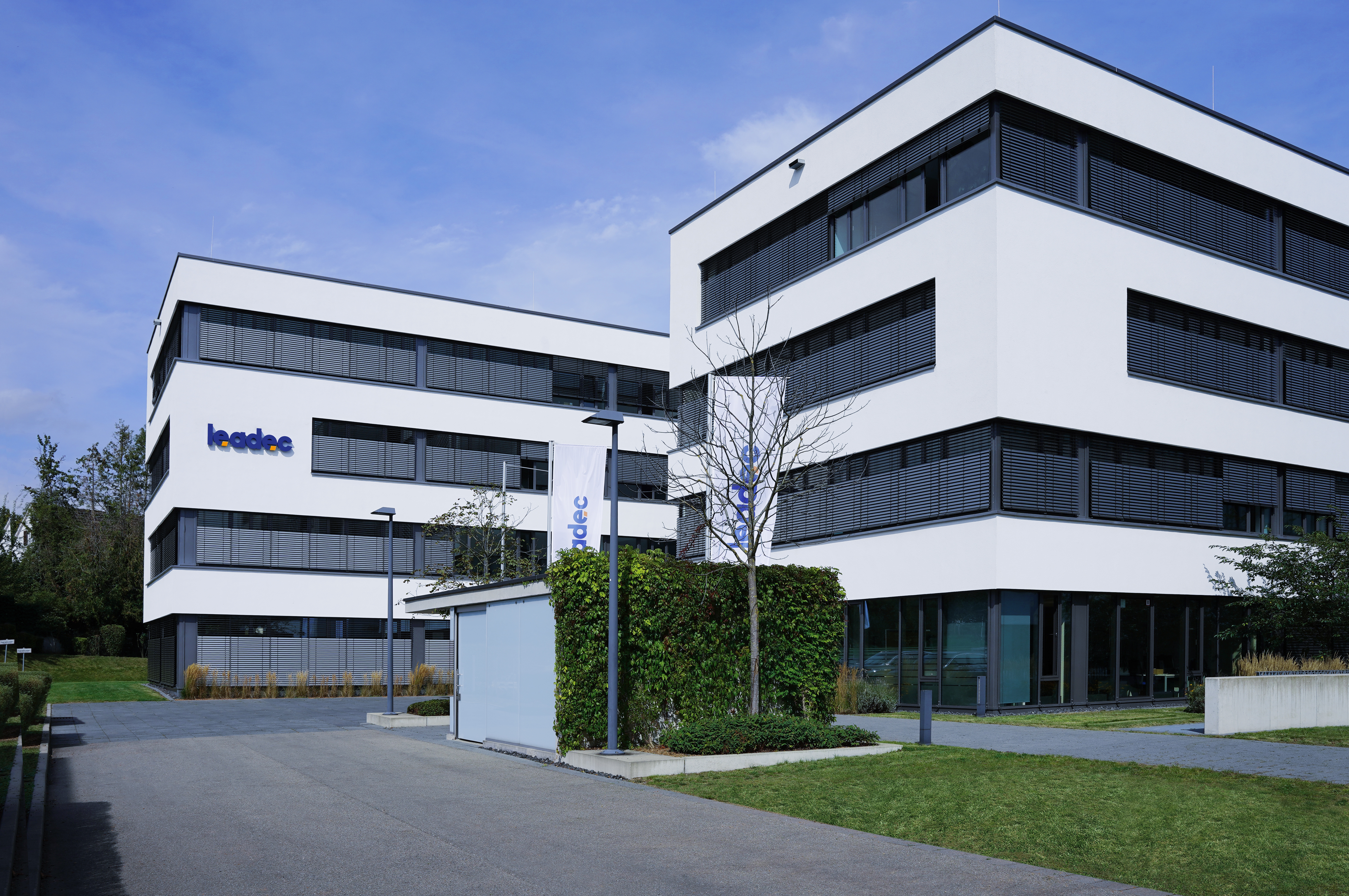
Die Leadec-Zentrale in Stuttgart

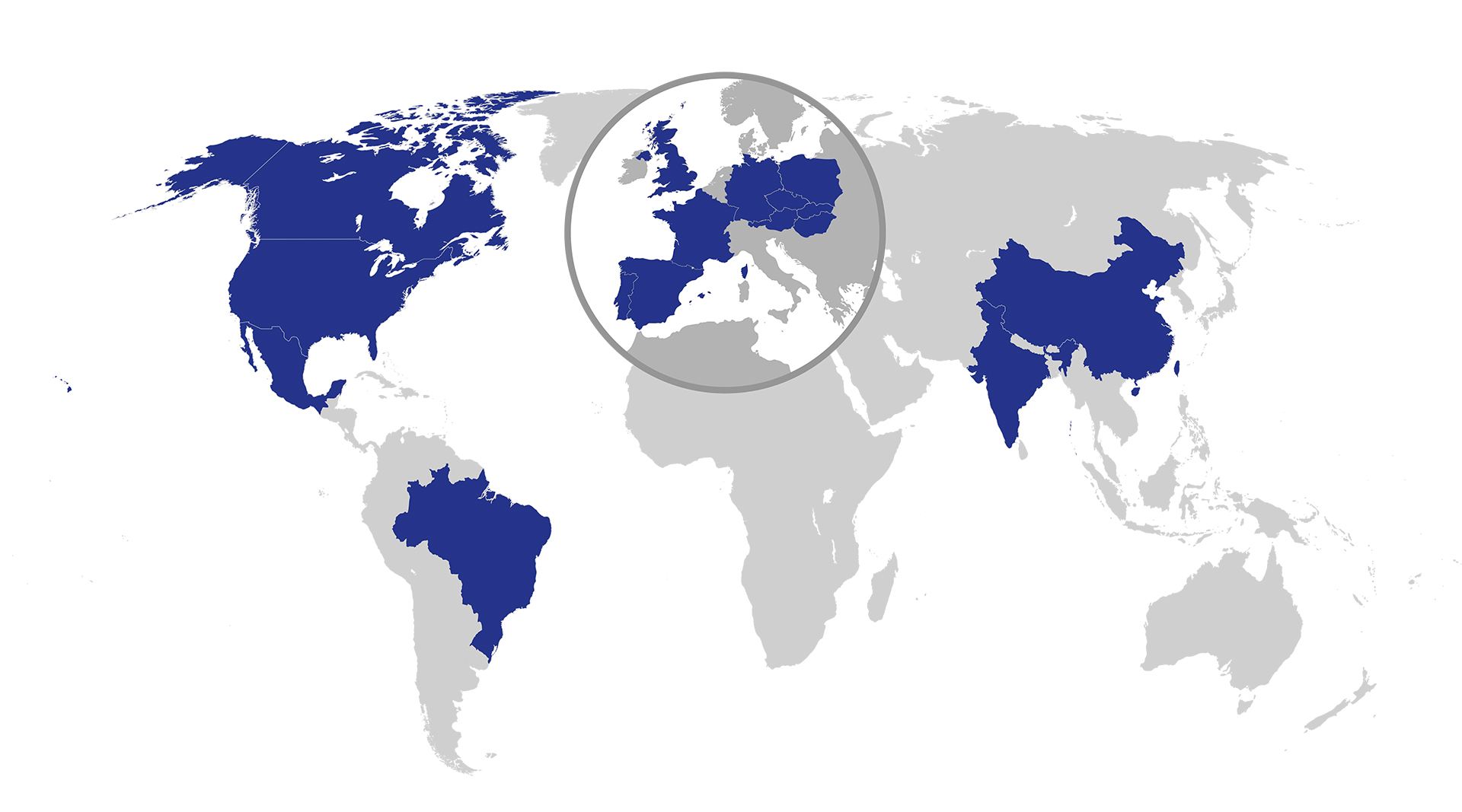
Leadec-Niederlassungen weltweit

Leadec ist in Deutschland, USA, Kanada, Frankreich, Mexiko, Brasilien, Indien, China, Großbritannien, Österreich, Ungarn, Polen, der Tschechischen Republik, der Slowakei, Spanien und Portugal tätig.

## Geschichte

### Ursprung des Unternehmens
Seinen Ursprung hat Leadec im Jahr 1962, mit der Gründung der Kesselreinigungsgesellschaft Reichenberger & Co., Reinigung von Heiz- und Wasserkesseln. In den 1960er Jahren entstand eine neue Dienstleistung: Fremdinstandhaltung von Maschinen und Anlagen Umfirmierung in Deutsche Industriewartung GmbH, Reichenberger & Co., diese firmierte ab 1985 unter dem Namen Deutsche Industriewartung GmbH & Co. KG (DIW). 1986 erwarben Salamander und Voith die DIW.
Im Oktober 2000 wurde daraus die Konzerndivision Voith Industrial Services gegründet. Im Jahr 2000 beteiligte sich Voith Industrial Service an der Hörmann Industrietechnik. 2004 wurde Voith Servicos Industriais do Brasil Ltda. gegründet. 2005 erwarb das Unternehmen die amerikanische Premier-Gruppe, um die internationale Position als Partner der Automobilindustrie zu stärken. 2006 folgte die Übernahme der Mehrheit an der Hörmann Industrietechnik für komplexe technische Industriedienstleistungen mit Schwerpunkt in der Automobilindustrie.
Im August 2014 wurde Helix Systems Inc. mit 260 Mitarbeitern und 30 Millionen Dollar Umsatz Teil der Voith Industrial Services. Im September 2014 veräußerte Voith Industrial Services das Tochterunternehmen DIW.
Im Herbst 2016 verkaufte Voith seine Industriedienstleistungssparte an das Private-Equity-Unternehmen Triton. Dieser teilte das Unternehmen in zwei Service-Unternehmen Leadec und Veltec. Seither zählt Leadec zu den Portfoliounternehmen von Triton. Unter dem neuen Eigentümer ist Leadec ein eigenständiges Service-Unternehmen, das sich vollständig auf die Anforderungen im Dienstleistungsbereich ausrichten soll und kundenspezifisch agieren kann. Veltec wurde im November 2018 an die Plant Systems & Services PSS GmbH verkauft und konzentriert sich auf die Prozessindustrie.

### Neuer Name
Am 23. Januar 2017 wurde die neue Marke Leadec bekannt gegeben. Der Firmenname soll die Eigenständigkeit des Unternehmens betonen: Leadec setzt sich aus den englischen Worten „lead“ (Vorsprung, Führung) und „tec“ (Technik) zusammen.